# II. János pápa
II. János (latinul: Ioannes), (kb. 470 – 535. május 8.) volt a neve a történelem 56. pápájának 533. január 8-tól haláláig. Rövid, mindössze kétéves pontifikátusa alatt igazán nem volt alkalom arra, hogy megmutassa igazi uralkodói arcát. A ravennai udvar viszont egyre nagyobb befolyással bírt a pápai ügyekben.

## Élete
Rómában született, apját Projectusnak hívták. Felsőbb hivatást választott magának, és pár év múltán a Coelius hegy lejtőin fekvő Szent Kelemen-bazilika presbitere lett. Később innen Rómába került, ahol a gót uralkodókat támogató klerikus csoport tagja lett. Az eddigi kutatások alapján ő az első pápa, aki eredeti nevét megváltoztatta pápává választása után. Eredetileg Mercuriusnak hívták.
Miután II. Bonifác pápa meghalt, a városban a gót és bizánci párt három hónapos vitában próbálta kinevezni az új pápát. Ezalatt a három hónap alatt egyre féktelenebb méreteket öltött a szimónia, vagyis az egyházi értékek, vagyontárgyak és szent ereklyék eladása (később a szimónia az egyházi méltóságok megvásárlására is kiterjedt). A pápai kincstárat a befolyásos püspökök és főpapok hívek és támogatók toborzására használta fel. Végül aztán a hosszúra nyúló vitának Athalarik gót király vetett véget, és a szenátussal együtt nyomást gyakorolva a választókra II. Jánost hozta ki győztesül. Így a pápaság intézménye még szorosabb viszonyba került a gót állammal. 

Az új pápa első dolga volt, hogy a királyt és a szenátust megkérje, hogy a szimónia ellen védjék meg az egyházat. Így született meg a római szenátus utolsó ismert határozata 533 második felében. Ez tiltotta a szimónia minden formáját pápaválasztás idején. Athalarik is megerősítette ezt a határozatot majd márványba vésette, és a Szent Péter-bazilika átriumában állíttatta fel.
Bizánc élére közben új császár került, I. Justinianus személyében. Az új uralkodó hűségéről biztosította Jánost, és egyúttal felhívta figyelmét a birodalmában ismét felújuló Szentháromság-tani vitákra. A vita Hormiszdasz pápa formulájának egyik sorából indult ki, amelyet úgy is lehet értelmezni, hogy a Szentháromságból csak a Fiú volt megfeszítve, de mivel a Szentháromság egy és oszthatatlan, ez elvileg nem helytálló. A vitát lezárandó I. Justinianus egy formulát adott ki, amelyben a monofiziták megnyerése volt legfőbb célja. Az úgynevezett theopaszkhita formulát János elfogadta, és ezzel lezárta a már hosszú ideje fel-fellángoló Szentháromság körüli vitákat. Azonban a pápa döntését nem fogadta el mindenki. Az Acoemetae szerzetesek (vagy más néven éber szerzetesek) elutasították a theopaszkhita formulát, és eszerint élték életüket. 534. március 24-én János kiközösítette őket az egyházból.
Galliában is akadt teendője a pápának. Az ottani klérus ugyanis értesítette János hivatalát Contumeliosus, a Provence tartománybeli Riez püspökének visszaéléseiről és bűncselekményeiről. János a galliai püspököknek azt írta vissza, hogy zárják be egy kolostorba Contumeliosust, és amíg nem áll helyre a riez-i egyházmegye rendje, addig az arles-i püspök fennhatóságát terjesztette ki erre a területre.

535-ben 270 afrikai püspök gyűlt össze Karthágóban egy zsinaton, amelynek legfontosabb kérdése az volt, hogy mi legyen a sorsa azoknak a püspököknek, akik a vandálok uralma alatt megtagadták vallásukat, és az arianista tanok követőivé lettek. A zsinat kikérte II. János véleményét is, azonban a pápa 535. május 8-án váratlanul meghalt. Hamvait a Szent Péter-bazilikában helyezték el.

## Művei
- Documenta Catholica Omnia (latin nyelven). (Hozzáférés: 2011. december 6.)